# Zivilschutz (Österreich)

Internationales Zivilschutzzeichen

In Österreich versteht man unter Zivilschutz „eine Vielzahl von Maßnahmen zum Schutz der Bevölkerung vor natur- und zivilisationsbedingten Gefahren und für die Hilfeleistung in entsprechenden Notlagen.“

## Allgemein
Durch den „sicherheitspolitischen Paradigmenwechsel in Europa“ hat im Zivilschutz der Aspekt der Auswirkungen kriegerischer Handlung „weitestgehend an Bedeutung verloren“.
 Außerdem hat auch der Aspekt der „Abschottung nach Außen“ als Leitbild des frühen Zivilschutzes weitgehend ausgedient, heute stellen sich diese Agenden primär in der grenzüberschreitenden und internationalen Zusammenarbeit dar. Das sind die Lehren, die man insbesondere aus dem Tschernobyl-Unfall 1986 und der Lawinenkatastrophe von Galtür 1999, dem ersten großen internationalen Hilfseinsatz in Österreich (nach 1951 und 1954 noch während der Besatzung), gezogen hat.
Zivilschutz in Österreich bildet heute ein umfassendes Netzwerk von Maßnahmen der Vorsorge und der Hilfeleistungsinfrastruktur und umfasst:
- Maßnahmen des Selbstschutzes
- Maßnahmen der alltäglichen Gefahrenabwehr
- Maßnahmen zum Schutz vor Naturkatastrophen und technischen Unglücksfällen
- Vorsorgen zum Schutz vor möglichen Auswirkungen des internationalen Terrorismus

Die Thematik liegt in der Verantwortlichkeit aller Ebenen des Staates, Bund, Ländern, Bezirken, Gemeinden, Einsatzorganisationen und Bürgern.
- Zentralstelle des Zivil- und damit auch Katastrophenschutzes und Krisenmanagements in Österreich ist am Bundesministerium für Inneres (BM.I) die Abteilung II/ORK/10 Krisenmanagement, Lageinformation und Leitstellenangelegenheiten.[5] Sie betreut das Programm Staatliches Krisen- und Katastrophenschutzmanagement (SKKM)[1]
- Operatives (handelndes) Zentrum sind das Einsatz- und Krisenkoordinationscenter (EKC, die Bundeswarnzentrale BWZ) mit den Landeswarnzentralen: In diesen Warnzentralen, die permanent besetzt sind, laufen alle einschlägigen Meldungen zusammen. Das EKC wurde 2006 als umfassende koordinierende Stabsstelle, deren Aufgaben über reine Alarmierung hinausgehen, installiert.[6]
- Die Katastrophenhilfe der Bundesländer organisiert sich im Österreichischen Zivilschutzverband (ÖZSV).

Daneben sind zahlreiche Institutionen direkt oder indirekt in Zivilschutz involviert, Behörden wie NGOs, wissenschaftliche Agenturen, Unternehmen wie auch non-profit- und ehrenamtliche Organisationen.
Der Zivilschutzverband hat auch eine Plattform, die Sicherheitsinformationszentren (SIZ) installiert, in denen besonders die Öffentlichkeitsarbeit und die Schulung und Wissensvermittlung von Selbstschutz und Zivilschutzmaßnahmen abgewickelt werden. Diese schon seit 1986 etwa als Info-Stand bei öffentlichen Veranstaltungen zu findenden Einrichtungen werden heute als Webseite aufgebaut.